# Birgit Coufal
Pour les articles homonymes, voir Coufal.
Birgit Coufal, née le 21 juin 1985 à Vienne, est une joueuse professionnelle de squash représentant l'Autriche. Elle atteint en juin 2013 la 52e place mondiale sur le circuit international, son meilleur classement.
Elle est championne d'Autriche à 12 reprises entre 2007 et 2019, succédant à Pamela Pancis championne avec 16 titres. Elle annonce sa retraite sportive en janvier 2017.

## Palmarès

### Titres
- Championnats d'Autriche: 12 titres (2007-2016, 2018, 2019)